# Pectinatella magnifica
Pectinatella magnifica, або Мохуватка чудова[джерело?] — вид мохуваток із ряду Plumatellida.
Мохуватки — своєрідна група тварин. В основному це нерухомі сидячі форми, але є і рухомі колонії (наприклад, молоді Pectinatella). Розміри колоній можуть сягати 60 см в діаметрі. Вони утворюють напівпрозоре тіло з безліччю зіркоподібних утворень вздовж зовнішньої частини. Щільність організму подібна до желатину і при ударі легко розпадається на менші шматки.
Мохуватки живуть як в солоних, так і в прісних водоймах. Як і всі інші прісноводні мохуватки, Pectinatella magnifica є мономорфною колонією (складається з однакових особин).
Живуть ці організми в основному в Північній Америці, менше в Європі. Розвитку цього інвазійного виду сприяє помітне потепління клімату, маловоддя та зростання органічного забруднення води. В 2020 році вона була виявлена у Дніпрі поблизу села Осещина Вишгородського району.

## Галерея

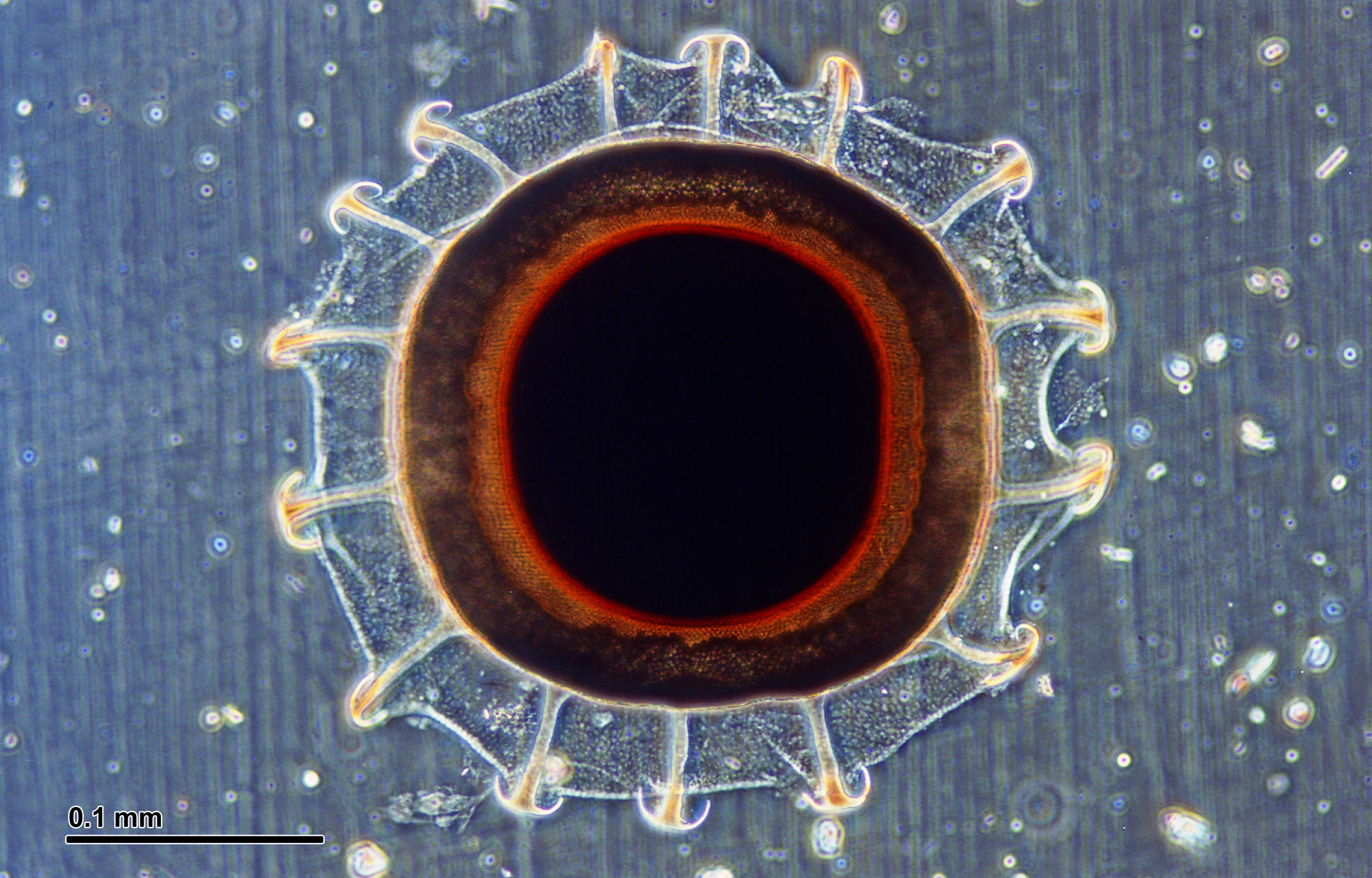
Статобласт P. magnifica
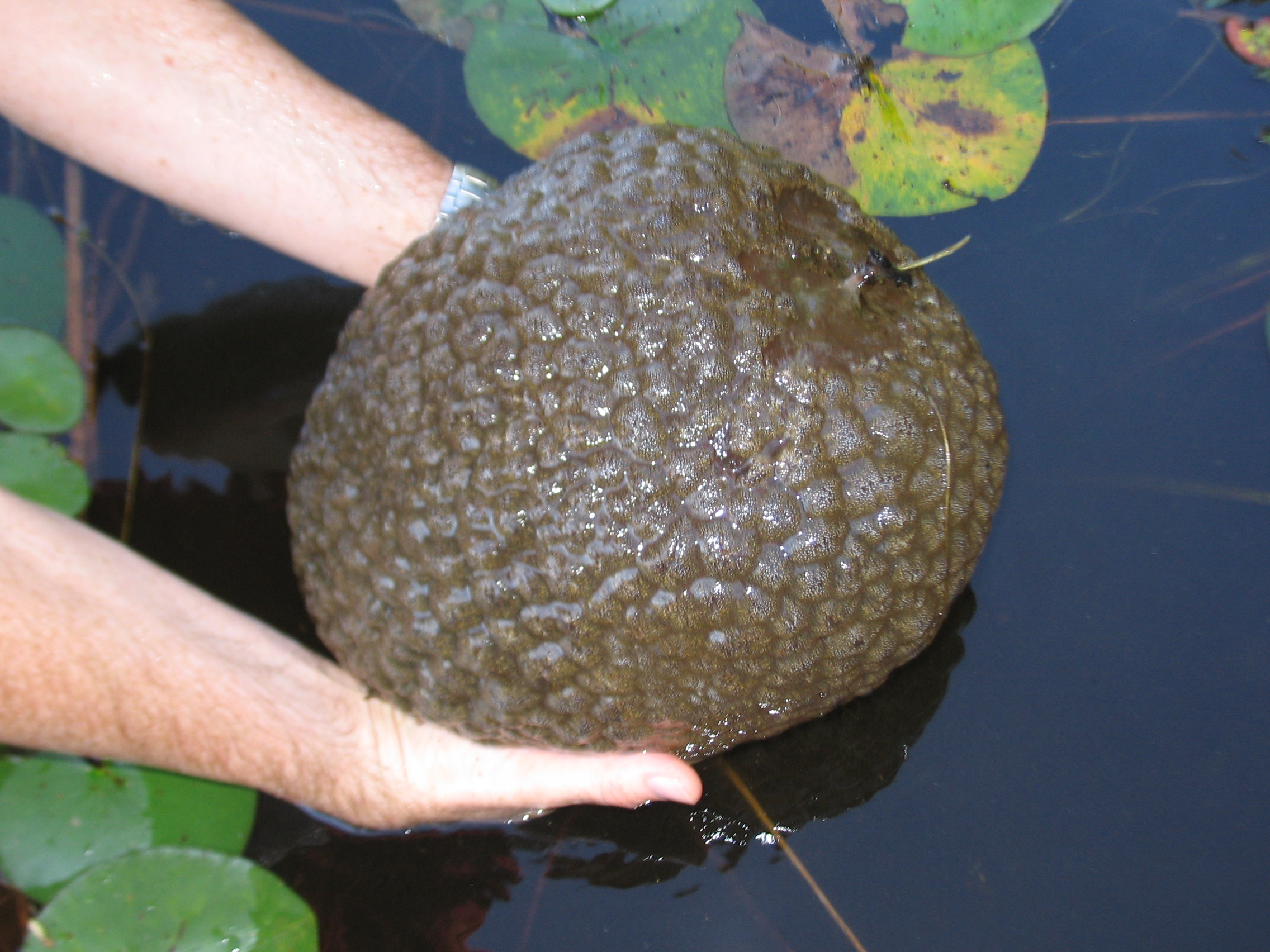
Зібраний з води
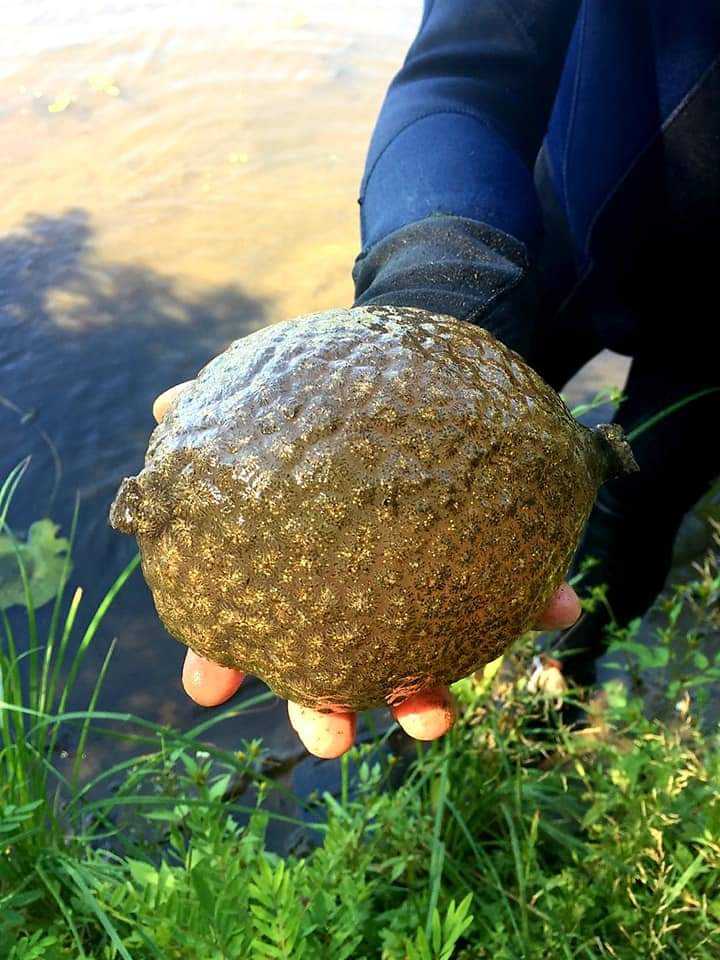
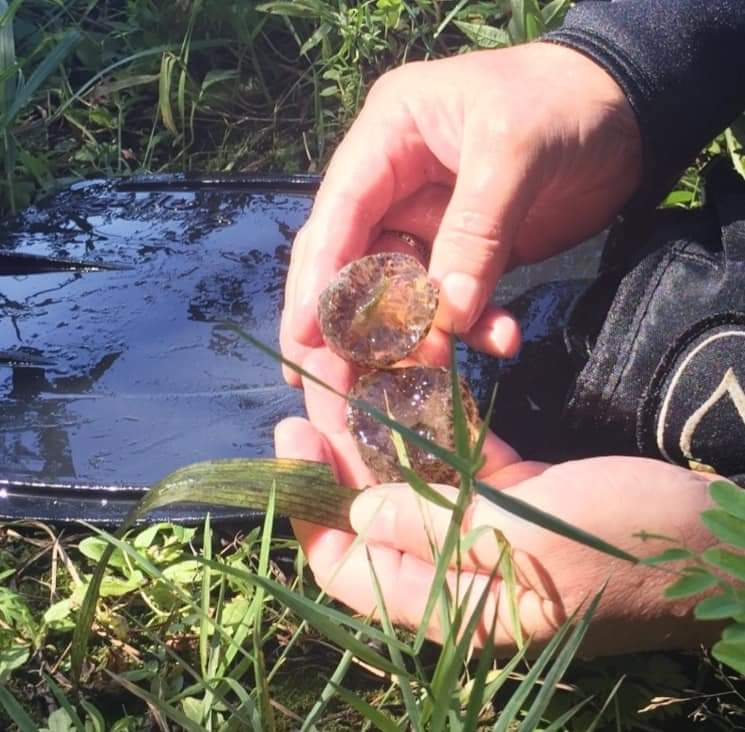